# 熱液火神蛸
熱液火神蛸是棲息於深海海底的小型章魚，目前僅有於海底熱泉附近發現，為火神蛸屬下的唯一一種。

## 描述
熱液火神蛸的外型具有與其他章魚不同的獨特特徵，主要是為了適應深海環境中，包括缺乏墨囊。牠們的背側腕足比腹側腕足還長，且腕足上具有兩列吸盤。熱液火神蛸的平均體長約為184 mm（7.2英寸）。

## 行為
目前發現的熱液火神蛸個體多半屬於雄性，這暗示牠們雌性個體的數量可能較為稀少或存在不同性別上的空間隔離。牠們在遭遇敵人時主要的防禦反應是靜止於原地，然後在必要時，透過觸手將身體推離海床再緩慢漂浮著陸於別處。熱液火神蛸使用前腕足（L1、R1、L2、R2）來感知環境、探測和捕捉獵物，而後腕足（L3、R3、L4、R4）則負責支撐體重並推動個體前進。熱液火神蛸並未被觀察到會使用噴射推進。

### 食性
火神蛸目前已知主要以螃蟹及端足類Halice hesmonectes為食。

## 棲息與分佈地
火神蛸主要棲息於由太平洋板塊、科科斯板塊與納斯卡板塊邊界所行成的東太平洋海隆，多半可於巨型管蟲群落附近發現。

## 外部連結
- Vulcanoctopus hydrothermalis （页面存档备份，存于） at Encyclopedia of Life (pictures)